# Wassylkiwka

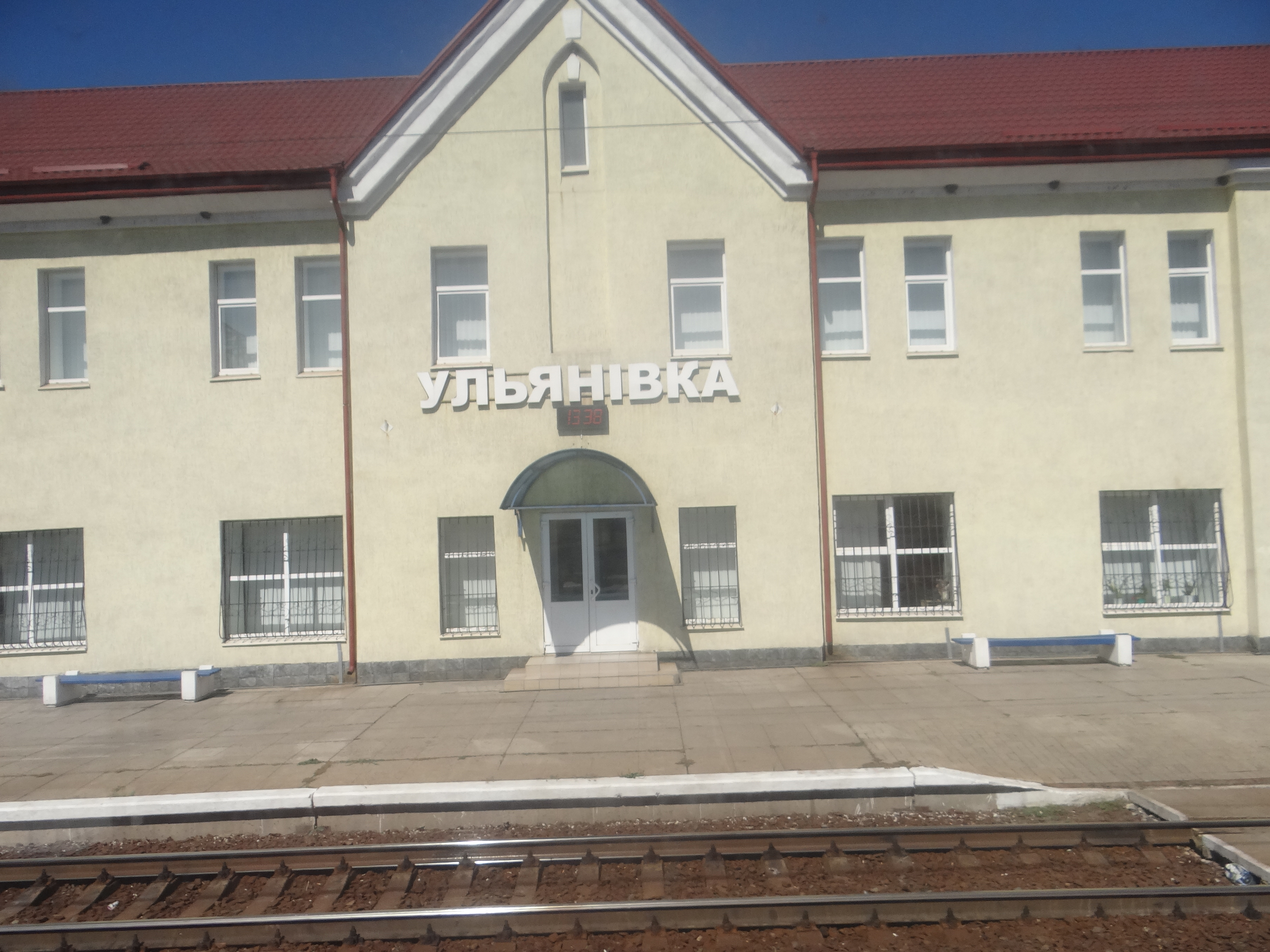
Bahnhofsgebäude im Ort

Wassylkiwka (ukrainisch Васильківка; russisch Васильковка Wassilkowka) ist eine Siedlung städtischen Typs im Osten der ukrainischen Oblast Dnipropetrowsk mit 11.100 Einwohnern (2024). Der Ort war bis Juli 2020 das administrative Zentrum des gleichnamige Rajons Wassylkiwka und liegt am rechten Ufer des Wowtscha, einem Nebenfluss der Samara, 82 km südöstlich von Dnipro.

## Geschichte
Die Entstehung des Ortes geht auf die Kosaken im Jahr 1707 zurück, die hier zur Überwachung der Tataren einen Militärposten einrichteten. 1775 wurde dann eine Siedlung gegründet, deren Bewohner hauptsächlich von der Landwirtschaft und der Viehzucht lebten. Im Jahr 1781 gab es etwa 750 Einwohner. Aufgrund der günstigen Verkehrslage wuchs das Dorf schnell und im Jahre 1859 betrug die Einwohnerzahl 4300 und 1886 bereits 5552.
Während des Zweiten Weltkriegs besetzten am 18. Oktober 1941 Truppen der Wehrmacht den Ort, der am 17. September 1943 von sowjetischen Truppen wieder befreit wurde. 1957 erhielt Wassylkiwka den Status einer Siedlung städtischen Typs.

## Verwaltungsgliederung
Am 11. August 2016 wurde die Siedlung zum Zentrum der neugegründeten Siedlungsgemeinde Wassylkiwka (Васильківська селищна громада/Wassylkiwska selyschtschna hromada). Zu dieser zählten auch die 18 Dörfer Babakowe, Bohdaniwka, Bondarewe, Iwaniwka, Kateryniwka, Kolono-Mykolajiwka, Krasne, Manweliwka, Nowowassylkiwka, Nowowoskresseniwka, Perwomajske, Petrykiwka, Preobraschenske, Sorja, Uljaniwka, Welykooleksandriwka, Woskresseniwka und Wowtschanske sowie die Ansiedlung Prawda, bis dahin bildete sie zusammen mit den Dörfern Bondarewe, Iwaniwka, Krasne, Manweliwka, Petrykiwka, Sorja, Uljaniwka und Wowtschanske sowie der Ansiedlung Prawda die gleichnamige Siedlungsratsgemeinde Wassylkiwka (Васильківська селищна рада/Wassylkiwska selyschtschna rada) im Zentrum des Rajons Wassylkiwka.
Am 1. August 2018 kamen noch die Siedlung städtischen Typs Pysmenne sowie die 12 Dörfer Dibriwka, Iwaniwske, Lubjanzi, Nowoiwaniwka, Rubaniwske, Schewtschenkiwske, Selenyj Haj, Solonzi, Tyche, Werbiwske, Woroniske und Woswratne zum Gemeindegebiet.
Am 12. Juni 2020 kamen noch die weiteren 22 in der untenstehenden Tabelle aufgelisteten Dörfer sowie die Ansiedlung Krutojarka zum Gemeindegebiet.
Am 17. Juli 2020 kam es im Zuge einer großen Rajonsreform zum Anschluss des Rajonsgebietes an den Rajon Synelnykowe.
Folgende Orte sind neben dem Hauptort Wassylkiwka Teil der Gemeinde:
| Name                      | Name                | Name                                      |
| ukrainisch transkribiert  | ukrainisch          | russisch                                  |
| ------------------------- | ------------------- | ----------------------------------------- |
| Awramiwka                 | Аврамівка           | Аврамовка (Awramowka)                     |
| Babakowe                  | Бабакове            | Бабаково (Babakowo)                       |
| Bohdaniwka                | Богданівка          | Богдановка (Bogdanowka)                   |
| Bondarewe                 | Бондареве           | Бондарево (Bondarewo)                     |
| Debalzewe                 | Дебальцеве          | Дебальцево (Debalzewo)                    |
| Dibriwka                  | Дібрівка            | Дибровка (Dibrowka)                       |
| Dowhe                     | Довге               | Долгое (Dolgoje)                          |
| Hryhoriwka                | Григорівка          | Григоровка (Grigorowka)                   |
| Iwaniwka                  | Іванівка            | Ивановка (Iwanowka)                       |
| Iwaniwske                 | Іванівське          | Ивановское (Iwanowskoje)                  |
| Kaplystiwka               | Каплистівка         | Каплистовка (Kaplistowka)                 |
| Kateryniwka               | Катеринівка         | Катериновка (Katerinowka)                 |
| Kobsar                    | Кобзар              | Кобзарь (Kobsar)                          |
| Kolono-Mykolajiwka        | Колоно-Миколаївка   | Колоно-Николаевка (Kolono-Nikolajewka)    |
| Krasne                    | Красне              | Красное (Krasnoje)                        |
| Krutojarka                | Крутоярка           | Крутоярка                                 |
| Kryworiske                | Криворізьке         | Криворожское (Kriworoschskoje)            |
| Lubjanzi                  | Луб'янці            | Лубянцы (Lubjanzy)                        |
| Luhowe                    | Лугове              | Луговое (Lugowoje)                        |
| Manweliwka                | Манвелівка          | Манвеловка (Manwelowka)                   |
| Morosiwske                | Морозівське         | Морозовское (Morosowskoje)                |
| Nowohryhoriwka            | Новогригорівка      | Новогригоровка (Nowogrigorowka)           |
| Nowoiwaniwka              | Новоіванівка        | Новоивановка (Nowoiwanowka)               |
| Nowotersjanske            | Новотерсянське      | Новотерсянское (Nowotersjanskoje)         |
| Nowowassylkiwka           | Нововасильківка     | Нововасильковка (Nowowassilkowka)         |
| Nowowoskresseniwka        | Нововоскресенівка   | Нововоскресеновка (Nowowoskressnowka)     |
| Ochotnytsche              | Охотниче            | Охотничье (Ochotnitschje)                 |
| Pawliwka                  | Павлівка            | Павловка (Pawlowka)                       |
| Perepeljatsche            | Перепеляче          | Перепелячье (Perepeljatschje)             |
| Perewalske                | Перевальське        | Перевальское (Perewalskoje)               |
| Perwomajske               | Первомайське        | Первомайское (Perwomaiskoje)              |
| Petrykiwka                | Петриківка          | Петриковка (Petrikowka)                   |
| Prawda                    | Правда              | Правда                                    |
| Preobraschenske           | Преображенське      | Преображенское (Preobraschenskoje)        |
| Pryschyb                  | Пришиб              | Пришиб (Prischib)                         |
| Pysmenne                  | Письменне           | Письменное (Pismennoje)                   |
| Rubaniwske                | Рубанівське         | Рубановское (Rubanowskoje)                |
| Samarske                  | Самарське           | Самарское (Samarskoje)                    |
| Schewtschenkiwske         | Шевченківське       | Шевченковское (Schewtschenkowskoje)       |
| Schewtschenko             | Шевченко            | Шевченко                                  |
| Schewjakyne               | Шев'якине           | Шевякино (Schewjakino)                    |
| Schyroke                  | Широке              | Широкое (Schirokoje)                      |
| Selenyj Haj               | Зелений Гай         | Зелёный Гай (Seljony Gai)                 |
| Solonzi                   | Солонці             | Солонцы (Solonzy)                         |
| Sorja                     | Зоря                | Заря (Sarja)                              |
| Tscherwona Dolyna         | Червона Долина      | Червоная Долина (Tscherwonaja Dolina)     |
| Tyche (bis 2016 Kirowske) | Тихе (Кіровське)    | Тихое (Tichoje)/Кировское (Kirowskoje)    |
| Uljaniwka                 | Улянівка            | Ульяновка (Uljanowka)                     |
| Welykooleksandriwka       | Великоолександрівка | Великоалександровка (Welikoaleksandrowka) |
| Werbiwske                 | Вербівське          | Вербовское (Werbowskoje)                  |
| Wesselyj Kut              | Веселий Кут         | Весёлый Кут (Wessjoly Kut)                |
| Woroniske                 | Воронізьке          | Воронежское (Woroneschskoje)              |
| Woskresseniwka            | Воскресенівка       | Воскресеновка (Woskressenowka)            |
| Woswratne                 | Возвратне           | Возвратное (Woswratnoje)                  |
| Wowtschanske              | Вовчанське          | Волчанское (Woltschanskoje)               |

## Bevölkerung
| Jahr      | 1781 | 1859  | 1886  | 1959   | 1970   | 1979   | 1989   | 2001   | 2017   |
| --------- | ---- | ----- | ----- | ------ | ------ | ------ | ------ | ------ | ------ |
| Einwohner | 750  | 4.300 | 5.552 | 14.133 | 11.135 | 11.918 | 12.764 | 12.111 | 11.848 |

Quelle: